# NGC 576
NGC 576 est une galaxie lenticulaire barrée située dans la constellation du Phénix. NGC 576 a été découverte par l'astronome britannique John Herschel en 1834.

## Caractéristiques
Sa vitesse par rapport au fond diffus cosmologique est de 3 449 ± 46 km/s, ce qui correspond à une distance de Hubble de 50,9 ± 3,6 Mpc (∼166 millions d'al).